# Henry Herbert (2e comte de Pembroke)
Pour les articles homonymes, voir Henry Herbert et Herbert.
Henry Herbert, 2e comte de Pembroke (après 1538 - 19 janvier 1601) est un noble gallois, pair et homme politique de l'ère élisabéthaine.

## Biographie

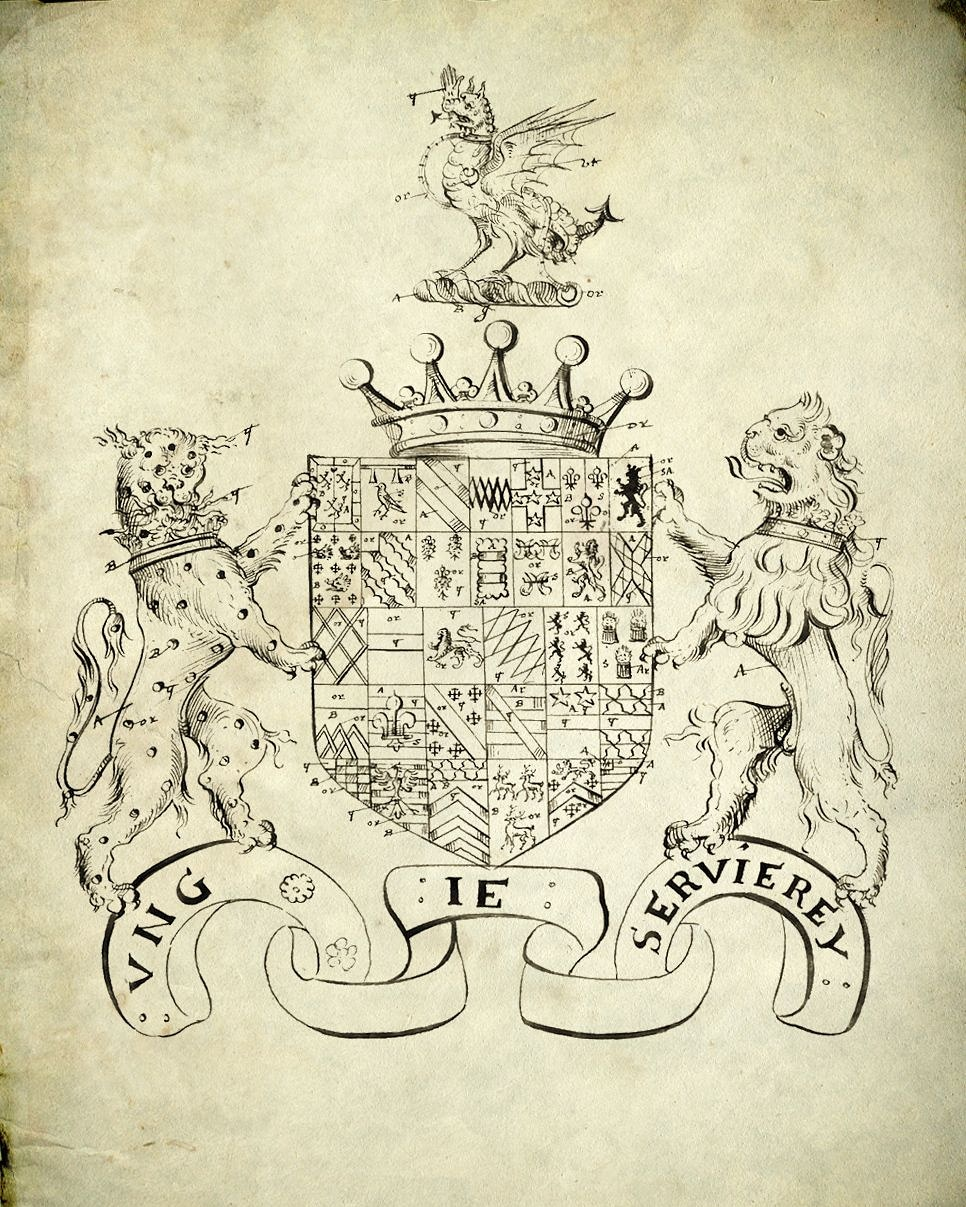
Armoiries du 2e comte de Pembroke enregistrées par York Herald, 1620

Il est le fils de William Herbert, 1er comte de Pembroke, et d'Anne Parr. Il est le neveu de la reine consort Catherine Parr, dernière épouse du roi Henri VIII et de William Parr (1er marquis de Northampton), qui est un homme influent sous les règnes d'Édouard VI et d'Élisabeth Ire. Herbert est responsable de la restauration coûteuse du Château de Cardiff. Pembroke, comme les autres membres de sa famille, est un homme de culture. Il est un mécène spécial des antiquaires et des hérauts et collectionne les manuscrits héraldiques. 
Herbert fait ses études à Peterhouse, Cambridge, sous l'archevêque John Whitgift. Il aurait également étudié au Collège anglais de Douai. 
En 1554, alors que son père reçoit l'entourage des hommes de Philippe II d'Espagne à Wilton House, les manières discrètes d'Herbert attirent l'attention du marquis de las Navas et il est nommé gentilhomme de chambre du roi Philippe à son arrivée à Angleterre. En 1557, il participe à un tournoi organisé devant la reine Marie, et accompagne son père au siège de Saint-Quentin. 
À la mort de son père en 1570, il hérite du comté de Pembroke et le 4 avril 1570 est nommé Lord-lieutenant du Wiltshire. Du droit de sa mère, Anne Parr, il devient Lord Parr et Ros of Kendal, Lord FitzHugh, Lord Marmion et Lord Quentin le 1er août 1571. 

## La vie de cour
Dans les intrigues de cour du règne d'Elizabeth, Pembroke est considéré comme un partisan de Robert Dudley, 1er comte de Leicester, et est certainement en relations très intimes avec lui. Il prend une part importante aux procès du 4e duc de Norfolk et de Marie Stuart en octobre 1586 et du fils de Norfolk, Philip Howard (13e comte d'Arundel), en 1589.
En 1586, il succède à son beau-père, Henry Sidney, en tant que Lord Président du Pays de Galles, poste qu'il occupe jusqu'à sa mort et devient à peu près au même moment vice-amiral du Pays de Galles du Sud. Dès lors, il passe beaucoup de temps au château de Ludlow, la résidence officielle du président du Pays de Galles où il s'acquitte activement des devoirs de sa charge. 
Au cours des années 1590, Herbert est le patron de Pembroke's Men, une troupe de théâtre qui est le premier groupe à jouer un certain nombre de pièces, dont The Isle of Dogs de Thomas Nashe et Ben Jonson.
Herbert meurt à Wilton House laissant sa dame « aussi nue qu'il le pouvait et accordant tout au jeune seigneur jusqu'à ses bijoux ». Il est enterré dans la Cathédrale de Salisbury. 

## Mariages et descendance
Il épouse Lady Catherine Gray, sœur de Lady Jane Gray, le 25 mai 1553  lors d'un mariage politique arrangé par leurs parents dans l'espoir d'aider le duc de Northumberland dans son plan pour assurer la succession de Lady Jane qui le même jour, aux côtés de sa sœur, épouse le fils cadet du duc, Guilford Dudley. L'union n'a jamais été consommée, et en 1554, l'influence de la reine Mary conduit à la dissolution du mariage. 
Sa seconde épouse est Lady Catherine Talbot, fille de George Talbot (6e comte de Shrewsbury), et sa femme Lady Gertrude Manners, fille de Thomas Manners (1er comte de Rutland). La reine Elizabeth aimait beaucoup Lady Catherine et lorsque Catherine contracte une maladie mortelle, elle lui rend souvent visite au château de Baynard. Elle meurt en 1575 sans laisser d'enfant à Herbert. 
En avril 1577, Herbert épouse Mary Sidney, fille de Henry Sidney et de Lady Mary Dudley, fille de John Dudley (1er duc de Northumberland). Ils ont William et Philip, qui sont tous deux comte de Pembroke après leur père, Katherine (décédé en bas âge), et Lady Anne Herbert, décédée jeune.

## Héritage
L'armure d'Henry Herbert est maintenant exposée au Metropolitan Museum of Art de New York dans les galeries Arms and Armor. Elle a été fabriquée en 1580 à l'armurerie de Greenwich, un atelier royal fondé par Henry VIII pour produire des armures pour la noblesse anglaise, principalement pour Henry, sans avoir à les commander à l'étranger. Son portrait, et celui de son père William, sont exposés au National Museum Wales à Cardiff, adjacent au château de Cardiff que la famille a possédé et occupé pendant une grande partie du XVIe siècle.